# Solanum dasyneuron
Solanum dasyneuron är en potatisväxtart som beskrevs av Sandra Diane Knapp. Solanum dasyneuron ingår i släktet skattor som ingår i familjen potatisväxter. Inga underarter finns listade i Catalogue of Life.